# Osterburg (Altmark)
Osterburg (Altmark) è una città della Sassonia-Anhalt, in Germania.

Appartiene al circondario (Landkreis) di Stendal (targa SDL).
Osterburg si fregia del titolo di "città anseatica" (Hansestadt).

## Geografia antropica

### Suddivisioni amministrative
Osterburg si divide in 11 zone (Ortschaft), corrispondenti all'area urbana e a 10 frazioni:
- Osterburg (area urbana)
- Ballerstedt
- Düsedau
- Erxleben
- Flessau
- Gladigau
- Königsmark
- Krevese
- Meseberg
- Rossau
- Walsleben

## Amministrazione

### Gemellaggi
Osterburg è gemellata con:
- Wieluń, dal 2000

Osterburg intrattiene "rapporti d'amicizia" (Städtefreundschaft) con:
- Oerlinghausen, dal 1991
- Soltau, dal 1991